# 프랭크 무어 (캐나다 배우)
프랭크 무어(Frank Moore, 1946년 1월 1일 ~ )는 캐나다의 연극 배우이자 영화배우, 배우 겸 텔레비전 배우이다. 또한 프랭크 무어는 롱 키스 굿 나잇, 머더 1600 등의 영화에 참여했다.

## 출연 작품
- 롱 키스 굿 나잇
- 지저스 헨리 크리스트 - 스탠 허먼 역